# Puška
Puška je osobno vatreno oružje sastavljeno od cijevi, uređaja za okidanje i usadnika. 

## Funkcije pojedinih dijelova i sustava

### Cijev
Funkcija cijevi je usmjeriti zrno prema cilju. Uvođenjem užljebljivanja cijevi postignuta je dodatna točnost i prodornost, jer zrno prolaskom kroz cijev dobiva rotaciju.
Kalibar je izraz kojim se opisuje promjer otvora cijevi.

### Usadnik
Funkcija usadnika je cijev osloniti na rame radi lakšeg i preciznijeg gađanja, ali i da rame strijelca primi na sebe udarac koji se događa prilikom opaljivanja (Newtonov zakon akcije-reakcije).

### Sustav za okidanje
Uređaj za okidanje uvijek ima više dijelova. Od redovnih sastavnih dijelova u njemu je paljak, okidač i sustav koji po ispaljenju ručno ili automatski izbacuju čahuru od metka.

### Dodatci
Na puške se mogu dodavati razni dodaci, kao što su bajunet, nastavci za ispaljivanje tromblona ili granata, optika, laser...

### Ciljnički sustav
Na pušci postoji sustav za ciljanje. Na njoj se u pravilu nalaze dva ciljnika: očnik i očanik. 

Dodavanjem optičkih sustava (dalekozor), puška se pretvara u snajper- pušku izuzetne preciznosti i dometa. 
Povećavanjem kalibra i optičkog ciljnika domet, probojnost i točnost se dodatno povećavaju.
Dodavanjem dijelova za noćno (infracrveno) promatranje puška se može rabiti i u uvjetima smanjene vidljivosti kao što je noć.

### Punjenje i pražnjenje
Suvremene puške rabe snagu barutnih plinova za opetovanje i postizanje brzometne paljbe. Stare su koristile barut.

## Namjena
Rabi se u vojsci, policiji, lovu i streljaštvu.
Za potrebe lova koriste se preklopne puške (cijev se može prelomiti radi punjenja lovačkim streljivom) i karabini (sliče na vojne puške što se tiče zatvarača i koriste vojno streljivo).
Lovci koriste i puške dvocijevke (dvije cijevi jedna pored druge) i bokerice (dvije cijevi jedna iznad druge).
Zračne puške umjesto baruta za ispaljivanje olovnih zrna, rabe stlačeni zrak. Domet je mali i koriste se prije svega za natjecanja. Dozvola za kupovinu i držanje zračne puške nije potrebna, ali zračnu pušku smiju kupiti ili posjedovati samo punoljetne osobe. Djeca od 11 godina smiju rukovati zračnom puškom uz nazočnost ovlaštenog trenera.

### Puške za suzbijanje nereda
Mnoge su zemlje razvile vlastite puške i pištolje u kalibru 37 mm i 38 mm. Puška koristi metak s CS-om i gumeni metak. Efikasni domet joj je 100 m. Teži oko 2,7kg, a duga je 737 mm.

#### Postupak punjenja kemijske puške
Preklopna puška se prvo otvori, zatim se pritisne osigurač. Na mjestu koji se stvori, stavlja se metak odgovarajućeg kalibra i namjene. Puška se preklopi (zatvori) povlačući je prema gore, podignu se ciljnici i cilja se na željenu daljinu, koja iznosi oko 120m.

### Pištolj za suzbijanje nereda
Najpoznatiji ovakav pištolj je marke Schermuly. Vrlo je jednostavan za upotrebu i lako se održava. Namijenjen je za ispaljivanje metaka za suzbijanje nereda i signalnih svjetlećih metaka. Kalibra je 38 mm. Svoj efikasni domet postiže na 75 m. Dug je 254 mm, a težak 1140 g.

## Streljivo
Suvremeno streljivo za vojne potrebe ima čahure od mjeda, dok se za lov koriste čahure od tvrđeg kartona kombinirane s mjedenim dnom.
Postoji streljivo čija je uporaba zabranjena, jer izaziva izuzetno teške ozljede, npr. rasprskavajući (dum-dum), aluminijski i plastični metci.
Za rastjerivanje demonstranata ili organizirane skupine koje se nasilno ponašaju, i čije privođenje ili dovođenje u red nije moguće neprisilnim putem, policija rabi gumene metke. Također postoje puške koje izbacuju projektile punjene suzavcem koji je pogodan za neutraliziranje demonstranata.

## Povijest
Puške se prvi put pojavljuju u Europi u 14. stoljeću.
Prve puške su se punile barutom kroz usta cijevi i poslije svakog ispaljivanja proces punjenja je dugo trajao.
Pojavom metka koji je u sebi sadržavao barutno punjenje, brzina opaljivanja se znatno povećala.
Puške proizvođača "Remington" su bile prve koje su u spremniku imale više metaka, a opetovanje se vršilo vrlo brzo (vidi puška opetuša). 

Na Divljem zapadu gdje su prvi put rabljene imale su odlučujuću ulogu u pobjedi bijelaca nad Indijancima.
Ranije su se puške proizvodile od drveta (usadnik) i čelika (cijev i uređaj za okidanje), dok se danas sve više rabe kompozitni materijali radi dobivanja manje težine puške, njenoj pouzdanosti i jeftinoći.

## Vanjske poveznice
- UP RH Zbirka: Oružje iz Domovinskog rata
- Streljačko oružje Hrvatska tehnička enciklopedija, portal hrvatske tehničke baštine. LZMK